# Julie Aagaardová
Julie Aagaardová Poulsenová (* 30. ledna 1992 Brønderslev, Dánsko) je dánská házenkářka, která v současné době hraje za EH Aalborg. Byla členkou dánského juniorského reprezentačního týmu, který v srpnu 2011 zvítězil na Mistrovství Evropy házenkářek do 19 let v Nizozemsku, ve finálovém zápase s domácí reprezentací jako druhá nejproduktivnější hráčka vítězného týmu.